# Majlinda Kelmendi
Majlinda Kelmendi (Pejë, 9 mei 1991) is een Kosovaars-Albanees judoka in de klasse tot 52 kilogram. Ze nam tweemaal deel aan de Olympische Spelen (2012 en 2016), en won bij die laatste gelegenheid de gouden medaille in de klasse tot 52 kilogram (half-lichtgewicht). Het was het eerste eremetaal op de Olympische Spelen voor haar debuterende vaderland Kosovo, waarvan zij de vlag droeg op de openingsceremonie.
In 2012 nam Kelmendi namens Albanië deel aan de Olympische Zomerspelen in Londen. In de eerste ronde won ze met ippon van de Finse Jaana Sundberg. In de tweede ronde verloor ze van de Mauritiaanse Christianne Legentil. 
Op de wereldkampioenschappen judo 2013 kwam ze uit namens Kosovo en werd wereldkampioene in de klasse tot 52 kg.

## Erelijst

### Olympische Spelen
- 2016 – Rio de Janeiro, Brazilië (– 52 kg)

### Wereldkampioenschappen
- 2013 – Rio de Janeiro, Brazilië (– 52 kg)
- 2014 – Tsjeljabinsk, Rusland (– 52 kg)
- 2019 – Tokio, Japan (– 52 kg)

### Europese kampioenschappen
- 2013 – Boedapest, Hongarije (– 52 kg)
- 2014 – Montpellier, Frankrijk (– 52 kg)
- 2016 – Kazan, Rusland (– 52 kg)
- 2017 – Warschau, Polen (– 52 kg)
- 2019 – Minsk, Wit-Rusland (– 52 kg)

1992: Almudena Muñoz ·
1996: Marie-Claire Restoux ·
2000: Legna Verdecia ·
2004: Xian Dongmei ·
2008: Xian Dongmei ·
2012: An Kum-ae ·
2016: Majlinda Kelmendi · 
2020: Uta Abe · 
2024: Diyora Keldiyorova